# Egreš (okres Trebišov)
Egreš (maďarsky Egres, Szécsegres) je obec v okrese Trebišov, na východě Slovenska.
Nejstarší písemná zmínka o obci pochází z roku 1398, z archeologických nálezů však lze usuzovat, že vznikla již před 11. stoletím.
Obyvatelstvo je převážně slovenské národnosti, hojně zastoupena (24–25 %) je také romská menšina.

## Osobnosti
- Josef Hercz (1917–2010), československý válečný veterán a lékař